# دمشير
قرية دمشير هي إحدى القرى التابعة لمركز المنيا بمحافظة المنيا في جمهورية مصر العربية. حسب إحصاءات سنة 2006، بلغ إجمالي السكان في دمشير 19107 نسمة، منهم 10069 رجلا و9038 امرأة.